# Rudolf Klotzek
Rudolf Klotzek (ur. 29 stycznia 1890) – kapitan piechoty Wojska Polskiego.

## Życiorys
Urodził się 29 stycznia 1890. Od 1908 pełnił zawodową służbę wojskową w c. i k. Armii. Jego oddziałem macierzystym był Galicyjski Pułk Piechoty Nr 80. W latach 1912–1913 wziął udział w mobilizacji sił zbrojnych Monarchii Austro-Węgierskiej, wprowadzonej w związku z wojną na Bałkanach. W 1914 odbywał praktykę w Oddziale c. i k. Straży Wojskowo-Policyjnej w Krakowie, pozostając oficerem nadetatowym IR 80. W latach 1916–1918 w dalszym ciągu pełnił służbę w Korpusie Straży Wojskowo-Policyjnej. W czasie służby awansował na kolejne stopnie: chorążego (1 września 1908), podporucznika (1 maja 1911) i porucznika (1 listopada 1914).
Był przydzielony do Oddziału IV Etapowego Naczelnego Dowództwa Wojska Polskiego, gdzie kierował Centralnym Urzędem Rozdzielczym oraz w styczniu 1920 służył w adiutanturze. 19 sierpnia 1920 został zatwierdzony z dniem 1 kwietnia 1920 w stopniu kapitana, w piechocie, w grupie oficerów byłej armii austro-węgierskiej. Pełnił wówczas służbę Głównym Kwatermistrzostwie Naczelnego Dowództwa.
Został odkomenderowany na kurs doszkolenia oficerów w Zegrzu. U jego kresu, po incydencie towarzyskim został ukarany dwutygodniowym aresztem, a sąd honorowy wymierzył mu karę nagany. Po tych zdarzeniach został przeniesiony do rezerwy. Następnie miał zostać przyjęty do Oddziału Informacyjno-Wywiadowczego Komendy Głównej Policji Państwowej[wymaga weryfikacji?].
8 stycznia 1924 został zatwierdzony w stopniu kapitana ze starszeństwem z 1 czerwca 1919 w korpusie oficerów rezerwy piechoty. W 1923 i 1924 pozostawał oficerem rezerwowym 23 pułku piechoty
. W 1934 roku pozostawał w ewidencji Powiatowej Komendy Uzupełnień Lublin Miasto. Posiadał przydział do Oficerskiej Kadry Okręgowej Nr II.

## Ordery i odznaczenia
- Krzyż Walecznych[11]
- Signum Laudis Brązowy Medal Zasługi Wojskowej na wstążce Krzyża Zasługi Wojskowej[4]
- Krzyż Jubileuszowy Wojskowy[4]
- Krzyż Pamiątkowy Mobilizacji 1912–1913[4]